# 北海道道101号下川愛別線
北海道道101号下川愛別線（ほっかいどうどう101ごう しもかわあいべつせん）は、北海道上川郡下川町から士別市（朝日町・岩尾内湖）を経由して上川郡愛別町を結ぶ道道（主要地方道）である。

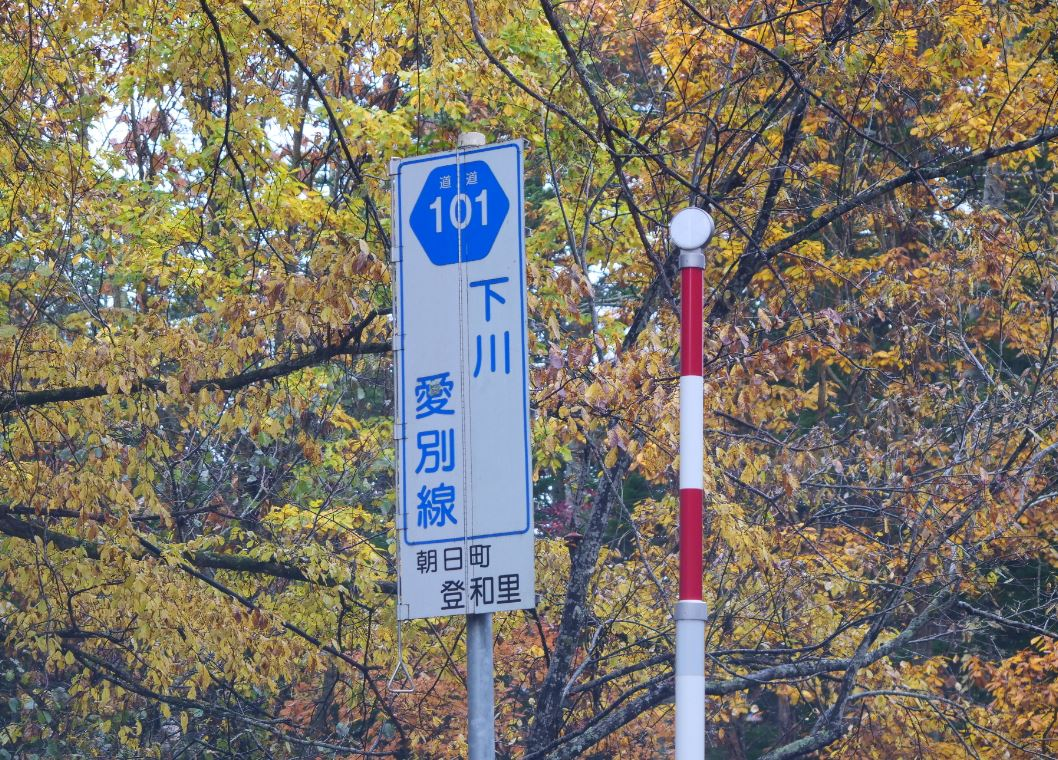
北海道道101号 下川愛別線

## 概要

### 路線データ
- 起点：北海道上川郡下川町幸町（国道239号交点）
- 終点：北海道上川郡愛別町本町（国道39号交点）
- 総延長：62.110 km[1]
- 実延長：54.004 km[1]
- 重用延長：8.106 km[1]

### 道路管理者
- 上川総合振興局 旭川建設管理部 士別出張所
- 上川総合振興局 旭川建設管理部 事業課

## 歴史
- 1961年（昭和36年）3月31日 - 朝日から愛別間が道道352号朝日愛別停車場線に認定される[2]。
- 1970年（昭和45年）12月 - 糸魚トンネル開通[要出典]。
- 1972年（昭和47年）3月31日 下川から朝日間が道道743号下川朝日線に認定される[3]。
- 1976年（昭和51年）8月31日 - 道道352号・同743号を廃止し[4]、道道902号下川愛別線を認定[5]。
- 1993年（平成5年）5月11日 - 建設省から、道道下川愛別線が下川愛別線として主要地方道に指定される[6]。
- 1994年（平成6年）10月1日 - 路線番号変更[7]。
- 1995年（平成7年）11月27日 - 於鬼頭トンネル開通。通年通行が可能となる[要出典]。

## 路線状況

### 重複区間
- 北海道道354号ペンケ下川停車場線：下川町幸町 - 下川町南町
- 北海道道206号下川風連線：下川町幸町 - 下川町班渓
- 北海道道61号士別滝の上線：士別市朝日町登和里 - 士別市朝日町岩尾内
- 北海道道296号比布愛別停車場線：愛別町字本町

### 道路施設

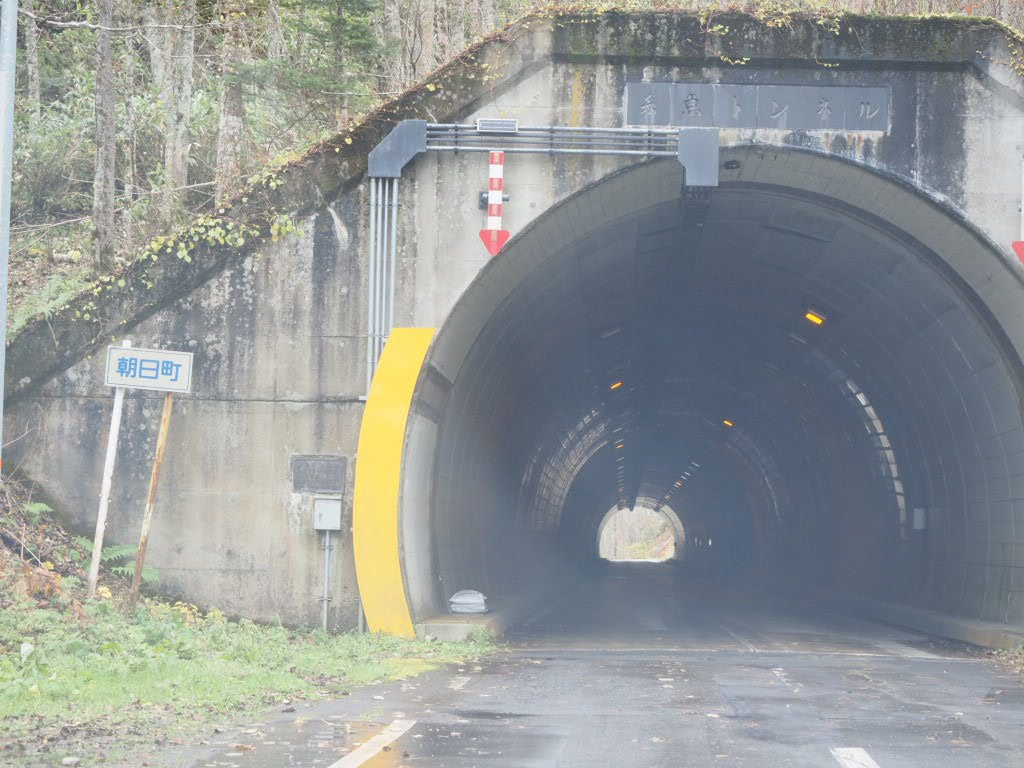
糸魚トンネル

#### 主なトンネル
- 糸魚トンネル (230 m)（下川町 - 士別市）
- 於鬼頭トンネル (1,106 m)（士別市 - 愛別町）

## 地理

### 通過する自治体
- 上川総合振興局
  - 上川郡下川町
  - 士別市
  - 上川郡愛別町

### 交差する道路
下川町
- 国道239号 - 幸町（起点）
- 北海道道354号ペンケ下川停車場線 - 幸町、南町（重複）
- 北海道道758号パンケ風連線 - 班渓
- 北海道道206号下川風連線 - 班渓

士別市
- 北海道道61号士別滝の上線 - 朝日町岩尾内（重複）

愛別町
- 北海道道296号比布愛別停車場線 - 字本町（重複）
- 国道39号 - 字本町（終点）
- 北海道道140号愛別当麻旭川線 - 字本町（終点）

#### 沿線にある施設など
下川町
- 下川町立下川小学校
- 桜ヶ丘公園（万里長城等）
- 下川町ふるさと交流館

士別市
- 岩尾内ダム
- 岩尾内湖
- 天塩岳道路（天塩川源流・ポンテシオダム・天塩岳登山口方面へ向かう市道）分岐

愛別町
- 愛別ダム
- 愛別町立協和小学校
- 協和温泉
- 愛別町総合スポーツ公園
- 上川中央農協本所
- 愛別郵便局
- 旭川信用金庫愛別支店
- 愛別町役場
- 大雪消防組合愛別消防署